# Чепчуги (платформа)
Чепчуги — остановочный пункт на двухпутном электрифицированном перегоне Бирюли — Куркачи Казанского отделения Горьковской железной дороги — филиала ОАО «РЖД». Был открыт в 1936 году, до строительства вторых путей выполнял роль разъезда. Расположен на территории Высокогорского района Республики Татарстан. Здание билетной кассы со стороны первого главного пути. Ближайший населённый пункт — село Чепчуги.